# Mieczysław Gracz

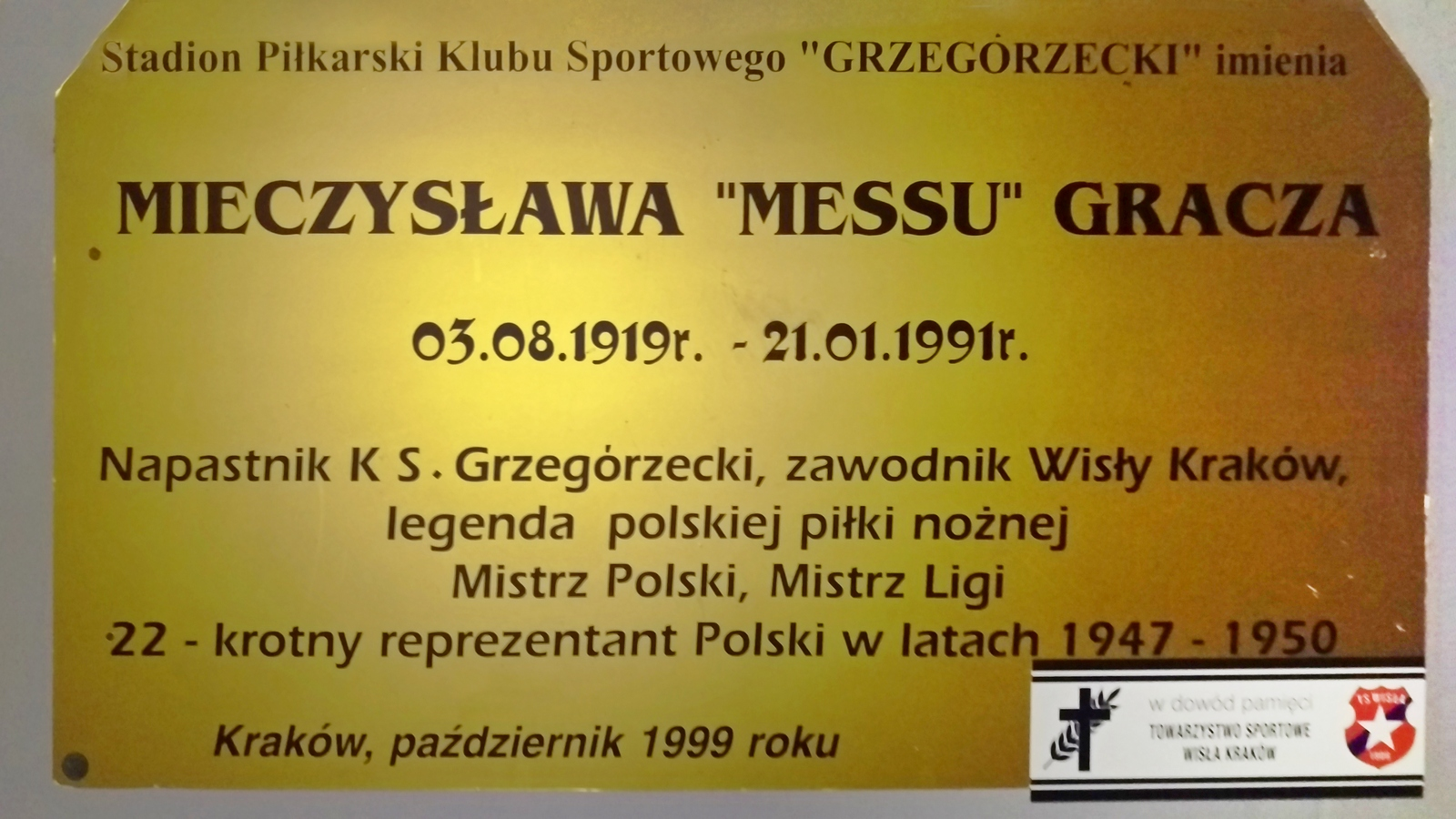
Tablica pamiątkowa odsłonięta z okazji nadania stadionowi KS Grzegórzecki w Krakowie imienia Mieczysława Gracza z okazji 75-lecia klubu.

Mieczysław Karol Gracz (ur. 3 sierpnia 1919 w Krakowie, zm. 21 stycznia 1991 tamże) – polski piłkarz występujący na pozycji napastnika, reprezentant Polski w latach 1947–1950, trener piłkarski.

## Życiorys
Wieloletni zawodnik Wisły Kraków i reprezentacji Polski, w której wystąpił 22 razy. Wraz z Józefem Kohutem współtworzył znaną w okresie powojennym parę napastników. Z Białą Gwiazdą zdobył dwukrotnie tytuł mistrza Polski (1949, 1950) oraz wicemistrza kraju (1951 jako finalista PP). Po zakończeniu kariery pracował jako trener, m.in. w Wiśle i Olimpii Poznań. Jego imieniem nazwany został stadion KS Grzegórzecki w Krakowie przy al. Pokoju. Zmarł w 1991 roku i został pochowany na Cmentarzu Wojskowym przy ul. Prandoty (kw. XCIII-9-27).

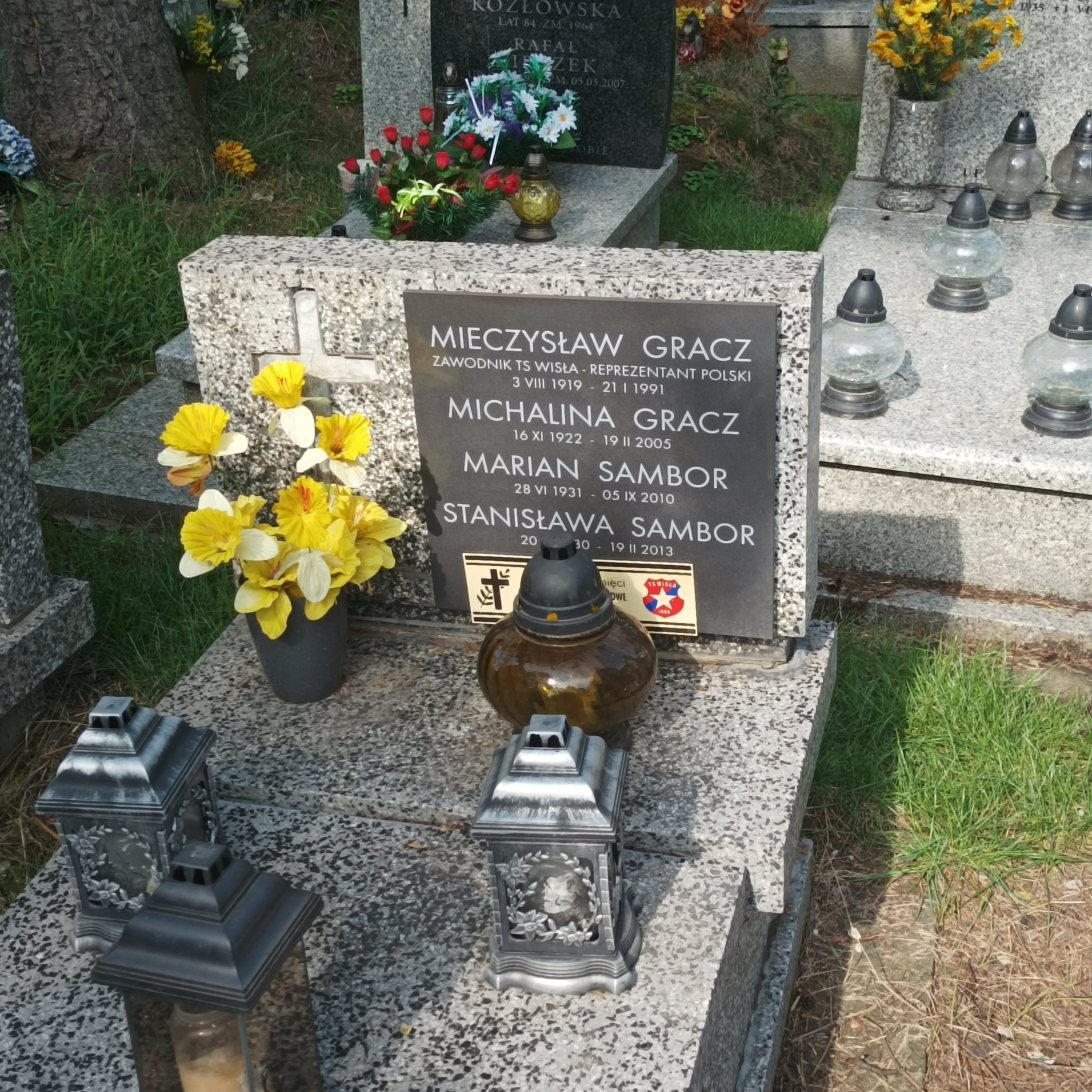
Grób Mieczysława Gracza na cmentarzu wojskowym przy ul. Prandoty w Krakowie

## Sukcesy

### Zawodnicze
Gwardia-Wisła Kraków
- Mistrzostwo Polski: 1949, 1950

### Trenerskie

#### Wisła Kraków
- Puchar Polskiː 1966/1967